# جان فیسک (فیلسوف)
جان فیسک (انگلیسی: John Fiske؛ ۳۰ مارس ۱۸۴۲ – ۴ ژوئیهٔ ۱۹۰۱) مورخ و فیلسوف اهل ایالات متحده آمریکا بود. او به‌طور گسترده‌ای تأثیرگرفته از هربرت اسپنسر بود و مفاهیم تکاملی اسپنسر را بر آثار نوشتاری خود پیرامون زبان‌شناسی، فلسفه، مذهب و تاریخ اعمال می‌کرد.